# Whitney (Maine)
Whitney es un territorio no organizado ubicado en el condado de Penobscot en el estado estadounidense de Maine. En el Censo de 2010 tenía una población de 5 habitantes y una densidad poblacional de 0,11 personas por km².

## Geografía
Whitney se encuentra ubicado en las coordenadas 45°17′40″N 67°58′39″O / 45.29444, -67.97750. Según la Oficina del Censo de los Estados Unidos, Whitney tiene una superficie total de 46.91 km², de la cual 28.27 km² corresponden a tierra firme y (39.74%) 18.64 km² es agua.

## Demografía
Según el censo de 2010, había 5 personas residiendo en Whitney. La densidad de población era de 0,11 hab./km². De los 5 habitantes, Whitney estaba compuesto por el 100% blancos, el 0% eran afroamericanos, el 0% eran amerindios, el 0% eran asiáticos, el 0% eran isleños del Pacífico, el 0% eran de otras razas y el 0% pertenecían a dos o más razas. Del total de la población el 0% eran hispanos o latinos de cualquier raza.